# アーサー・キラークーチ

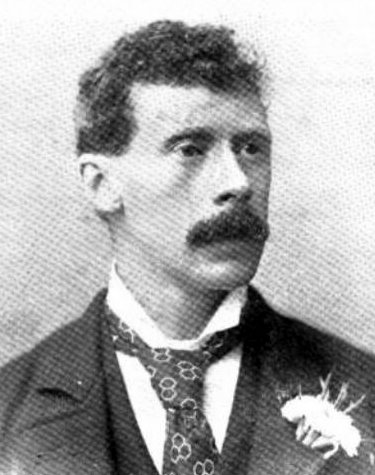
アーサー・キラークーチ

アーサー・キラークーチ（Sir Arthur Thomas Quiller-Couch, 1863年11月21日 - 1944年5月12日）は、イギリスの小説家、文芸評論家、大学教授。"Q"のペンネームで数々の人気小説を書いた。 
コーンウォール、ボドミンに生まれる。オックスフォード大学で教育を受けた後執筆業に携わる。1912年ケンブリッジ大学エドワード7世英文学教授職につく。1917年、ケンブリッジ大学英文科設立。その小説は今ではもはや読まれることが少なくなり、文学論も、後発のリーヴィスらに批判されたが、英文学を独立した学問として発展させた功績は少なくない。